# كليدسر (دهشال)
کلیدسر (بالفارسية: کلیدسر) هي قرية تقع في إيران في قسم دهشال الريفي. يقدر عدد سكانها بـ 161 نسمة بحسب إحصاء 2016.